# James Friend
Pour les articles homonymes, voir Friend.
James Friend est un directeur de la photographie britannique.

## Biographie
James Friend travaille d'abord dans le cinéma à l'âge de 16 ans en tant que technicien d'éclairage. Il  travaille ensuite avec les directeurs de la photographie Paul Wheeler et Phil Meheux. Wheeler est également devenu son mentor. Après avoir obtenu son diplôme de la London Film School, où il a suivi le Craft Extension Program in Cinematography, et suivi un cours de direction de la photographie à la National Film and Television School, il dirige de nombreux longs métrages, séries télévisées et documentaires à travers le monde,.
Il travaille avec Edward Berger sur les séries télévisées Patrick Melrose et Your Honor avant qu'il ne le rejoigne dans À l'Ouest, rien de nouveau.
Friend a reçu une nomination aux Oscars en 2023 pour le drame de guerre.
En 2015, Friend est devenu membre de la British Society of Cinematographers. Il est également membre de la Guild of British Camera Technicians et membre votant à part entière de la British Academy of Film and Television Arts.

## Filmographie partielle

### Au cinéma
- 2006 : The Man Who Sold the World
- 2009 : Vampir
- 2010 : Just for the Record
- 2010 : Dead Cert
- 2010 : Stalker
- 2011 : Ghosted – Albtraum hinter Gittern   (Ghosted)
- 2012 : Piggy
- 2012 : Action ou Vérité (Truth or Dare)
- 2012 : The Last Hitman : 24 heures en enfer
- 2012 : Enzo   (documentaire)
- 2014 : Lords of London
- 2014 : The Guvnors
- 2014 : Instruments of Darkness
- 2022 : À l'Ouest, rien de nouveau
- 2025 : Ballad of a Small Player d'Edward Berger

### À la télévision
- 2015-2016 : Gerichtsmediziner Dr. Leo Dalton  (série télévisée, 12 épisodes)
- 2018 : Patrick Melrose  (série télévisée, 5 épisodes)
- 2020 : Your Honor  (série télévisée, 3 épisodes)

## Distinctions

### Récompenses
- BAFTA 2017 / TV Craft : meilleure photographie et éclairage
- BAFTA 2023 : meilleure photographie pour À l'Ouest, rien de nouveau
- Oscars 2023 : meilleure photographie pour À l'Ouest, rien de nouveau
- Deutscher Filmpreis 2023 : meilleure photographie pour À l'Ouest, rien de nouveau[4],[5]

### Nominations
- BAFTA 2018 : meilleure photographie et éclairage pour Patrick Melrose
- BAFTA 2022 : meilleure photographie pour Votre Honneur